# I Don't Want to Save the World
I Don't Want to Save the World é o quarto álbum de estúdio da banda Cock Robin, lançado em 2006.

## Faixas
1. "Superhuman" — 4:32
2. "I Don't Want to Save the World" — 4:01
3. "Fair Enough" — 4:11
4. "Across the Freeway" — 4:28
5. "Touched" — 3:27
6. "Body Over Mind" — 3:48
7. "Bo" — 3:21
8. "Through the Years" — 4:59
9. "Italian Soul" — 4:22
10. "The Valley Below" — 4:29
11. "Dominoes" — 3:52
12. "Me and My Shaman" — 4:22
13. "Under the Star Which I Was Born" — 3:33

## Créditos
Cock Robin
- Peter Kingsbery — Vocal, teclados, percussão, guitarra elétrica e acústica
- Anna LaCazio — Vocal
- Clive Wright — Guitarra elétrica

Músicos adicionais
- Victor Indrizzio — Bateria
- Pat Mastelotto — Bateria em "The Valley Below" e "Me and My Shaman"
- John Pierce — Baixo
- Mikal Blue — Guitarra elétrica adicional
- James McCorkel — Guitarra elétrica adicional